# 因杜利斯·埃姆西斯
因杜利斯·埃姆西斯(Indulis Emsis，1952年1月2日—) 拉脱维亚生物学家和政治家。2004年担任10个月的拉脱维亚总理，在世界历史上是第一个绿党政治家的国家领导人。2006年到2007年任拉脱维亚议会议长。埃姆西斯的政治观点在世界各国绿党中处于保守。

## 生平
埃姆西斯出生于拉脱维亚林巴济县萨拉茨格里瓦(Salacgriva)，1970年毕业于里加第一中学，1975年毕业于拉脱维亚国立大学(现拉脱维亚大学)生物系，1986年获得生物学博士学位。直到1990年，他还是研究环境科学的科学家。
1976年到1987年埃姆西斯担任科学生产协会“Silava”的研究员，1987年到1989年担任劳动保护实验室的负责人，他还担任苏联拉脱维亚国家自然保护委员会副主席。
1990年，他成为拉脱维亚绿党(LZP)创始人之一，并担任环境部长，主持波罗的海的清洁工作。1993年至1998年当选第五、六届拉脱维亚议会议员，期间3次出任政府环保及地区发展部国务部长。1996年获得三星勋章(第三类)，1998年出任维利斯·克里斯托潘斯总理的环境保护问题特别顾问。
2000年绿党提名埃姆西斯竞选里加市长，但失败。2001年至2002年他当选里加市杜马议员，并任城市发展委员会副主任，2002年10月当选第八届拉脱维亚议会议员，并任议会国民经济、农业、环境及区域发展政策委员会主席。
2004年2月埃纳尔斯·雷普舍新时代党政府辞职后，总统瓦伊拉·维凯-弗赖贝加提名埃姆西斯为政府总理候选人。3月9日，拉脱维亚议会批准了以埃姆西斯为总理的新内阁。内阁为一个右翼少数党政府，由绿党和农民联盟、拉脱维亚第一党和拉脱维亚人民党联合组成。2004年10月28日，议会以39票赞成、53票反对没有通过政府的2005年预算草案。11月2日埃姆西斯辞职。人民党的埃加尔斯·卡尔维蒂斯接任总理。
2004年12月埃姆西斯返回议会担任议员，2006年10月7日，拉脱维亚举行1991年独立以来第四次议会选举。11月7日，新一届议会举行的第一次会议上埃姆西斯作为绿党和农民联盟议员，以74票对22票击败了新时代党的桑德拉·卡尔涅特(Sandra Kalniete)当选为议长。
2007年9月21日，埃姆西斯因被拉检察机关指控涉嫌在一起刑事案件中有意提供虚假证据，宣布辞去议长职务。9月24日，42岁的贡达尔斯·道泽接任议长。